# Quercus boyntonii
Quercus boyntonii Beadle – gatunek roślin z rodziny bukowatych (Fagaceae Dumort.). Występuje naturalnie w południowych Stanach Zjednoczonych – w Alabamie oraz Teksasie. 

## Morfologia
PokrójZrzucający liście lub częściowo zimozielony krzew dorastający do 2 m wysokości. Ma kłącza. Pędy często są pnące. Kora jest łuszcząca się i ma brązową barwę.
LiścieBlaszka liściowa ma kształt od odwrotnie jajowatego do lancetowatego. Mierzy 5–10 cm długości oraz 2–6 cm szerokości, jest zawinięta i nieregularnie klapowana na brzegu, ma klinową nasadę. Ogonek liściowy jest nagi i ma 5–10 mm długości.
OwoceOrzechy zwane żołędziami o jajowatym kształcie, dorastają do 10–17 mm długości i 7–13 mm średnicy. Osadzone są pojedynczo w miseczkach w kształcie kubka, które mierzą 5–10 mm długości i 10–13 mm średnicy. Orzechy otulone są w miseczkach do 35–50% ich długości.

## Biologia i ekologia
Rośnie w lasach mieszanych oraz na brzegach rzek, na terenach nizinnych.